# صامويل هنانين
صامويل هنانين (بالفرنسية: Samuel Hnanyine)‏ (1 مارس 1984 بكاليدونيا الجديدة في فرنسا - ) هو لاعب كرة قدم فرنسي في مركزي الهجوم والوسط. شارك مع منتخب تاهيتي لكرة القدم. أما مع النوادي، فقد لعب مع A.S. Dragon (football club) ‏.

## وصلات خارجية
- صامويل هنانين على موقع الاتحاد الدولي (مؤرشف)  (الإنجليزية)
- صامويل هنانين على موقع قاعدة بيانات كرة القدم.إي يو (الإنجليزية)
- صامويل هنانين على موقع ناشيونال فوتبول تيمز (الإنجليزية)
- صامويل هنانين على موقع Soccerway.com (الإنجليزية)